# 戴维·阿彻
戴维·阿彻（英語：David Archer，1928年4月16日—1992年3月25日），英国男子曲棍球运动员。他曾代表英国国家队参加1956年夏季奥林匹克运动会曲棍球比赛，结果队伍获得第四名。